# Greedo
Greedo is een Rodiaanse premiejager uit de Star Warsfilms. In A New Hope wordt hij gespeeld door Maria de Aragon. Hij is te herkennen aan zijn grote zwarte ogen en zijn insectachtige, groene gezicht.

## Episode I: The Phantom Menace (verwijderde scène)
In een verwijderde scène op de dvd van Episode I, zien we een kleine Greedo in Mos Espa (een dorpje op de planeet Tatooine) vechten met de jonge Anakin Skywalker. Jedi Qui-Gon Jinn haalt de twee vechtersbazen uit elkaar.

## Star Wars: The Clone Wars
Greedo speelt ook zijn rol in de animatieserie Star Wars: The Clone Wars. Greedo is hier zeker tien jaar ouder en is geen kind meer. Hij is premiejager geworden en ontvoerd de dochter van de rijke Baron Papanoida. Maar hij houdt geen rekening met de komst van Jedi Ahsoka Tano, die de Rodiaan te snel af is.

## Episode IV: A New Hope
Een volwassen Greedo werd door gangsterbaas Jabba the Hutt naar de smokkelaar Han Solo gestuurd omdat Solo veel schuld had bij Jabba. Ten tijde van Episode IV verdiende Greedo zijn geld als premiejager voor Jabba. Greedo bedreigde Han Solo met een blaster waarop Solo Greedo neerschoot.